# Święty Mikołaj pilnie poszukiwany
Święty Mikołaj pilnie poszukiwany – polska komedia z 1974 roku.

## Główne role
- Marian Kociniak – „Nieprzytulany”
- Marek Walczewski – „Kufel”
- Katarzyna Łaniewska – pani Halina, kierowniczka domu dziecka
- Barbara Rachwalska – Fredzia, kucharka w domu dziecka
- Wacław Kowalski – pracownik domu dziecka
- Lech Ordon – komendant MO
- Elżbieta Gaertner – siostra Róża
- Sylwester Przedwojewski – chory Mikołaj

## Fabuła
Dwaj złodzieje „Nieprzytulany” i „Kufel” w Wigilię okradają jubilera. Uciekając przed milicją razem z łupem trafiają do domu dziecka. Tam atmosfera jest napięta. Dzieci niecierpliwie czekają na Św. Mikołaja, a ten zamówiony przez panią Halinę spóźnia się. Rabusie decydują się go zastąpić.